# Friedrich Asinger
Friedrich Asinger (26. června 1907 Freiland – 7. března 1999 Cáchy) byl profesor technické chemie. Je po něm pojmenována Asingerova reakce.

## Život a práce
Studoval chemii na TH ve Vídni, kde roku 1932 promoval. Po habilitaci na Univerzitě v Grazu pracoval ve výzkumu na univerzitách i v průmyslu. Roku 1959 byl povolán do RWTH Aachen, kde vedl Institut technické chemie a petrochemie.
Jeden z jeho nejznámějších žáků je Heribert Offermanns, dlouholetý člen správní rady Degussa AG.

## Dílo (výběr)
- Chemie und Technologie der Monoolefine. Akademie-Verlag, Berlín 1957.
- Chemie und Technologie der Paraffinkohlenwasserstoffe. Akademie-Verlag, Berlín 1959.
- Einführung in die Petrolchemie. Akademie-Verlag, Berlín 1959.